# Arslan Ekşi
Arslan Ekşi (* 17. Juli 1985 in Istanbul) ist ein türkischer Volleyballspieler.

## Karriere
Ekşi spielte von 2001 bis 2015 in seiner Heimatstadt bei Arçelik und Fenerbahçe Istanbul. In dieser Zeit wurde er fünfmal türkischer Meister und zweimal Pokalsieger. Außerdem gewann er 2014 den europäischen Challenge Cup. 2015 wechselte der Zuspieler in die Volleyball-Bundesliga zum deutschen Meister VfB Friedrichshafen. 2016 ging Ekşi zurück in die Türkei zu Istanbul Büyükşehir Belediyesi.
Ekşi spielte seit 2007 auch 120-mal für die türkische Nationalmannschaft.